# Universitas 21
Universitas 21，簡稱U21，是一个由全球28所优秀的研究型大学所组成的大學联盟。这一联盟團體没有中文译名，仅以Universitas 21称呼之。这个联盟的宗旨是促進这些学校的教學、科學研究和学术水平；加强成员大學的世界交際能力；并且在成员之間建立国际性的共同标准和共识。 
Universitias 21於1997年創立於澳大利亞墨爾本，初始成員為11所大學。 2012年時成員發展至21所大學，並自此命名為“Universitias 21 (U21)”。至今成員分布於12个不同的国家暨地區，由28所大學所共同组成。最新加入的大學是印度德里大學，該校於2007年正式加入。目前，联盟约有500,000名在校学生，40,000研究人员，并有约2百万名畢業校友。

## 成员列表

### 东亚
中国：復旦大學、上海交通大学
 香港：香港大學
 新加坡：新加坡国立大学
 日本：早稻田大学
 ：高丽大学

### 南亞
印度：德里大學

### 欧洲
英国：伯明翰大学、爱丁堡大学、格拉斯哥大学、诺丁漢大学
 荷蘭：阿姆斯特丹大學
 爱尔兰：都柏林大學
 瑞典：隆德大学
 比利时: 鲁汶天主教大学
 瑞士: 苏黎世大学

### 北美
加拿大：麦克马斯特大学
 美国：马里兰大学、康涅狄格大学、加州大学戴维斯分校
 墨西哥：蒙特雷理工大学

### 南美
智利：智利天主教大学

### 大洋洲
：墨尔本大学、昆士兰大学、新南威尔士大学、悉尼大学
 新西兰：奥克兰大学

### 非洲
南非：约翰内斯堡大学

## 外部連結
- Universitas 21 網站（页面存档备份，存于）（英文）